# Основано на реальных событиях (телесериал)
«Основано на реальных событиях» (англ. Based on a True Story) — американский комедийно-триллерный сериал, созданный Крэйг Розенберг, в главных ролях Кейли Куоко и Крис Мессина. Премьера состоялась 8 июня 2023 года на сервисе Peacock.
В октябре 2023 года сериал был продлен на второй сезон .

## Синопсис
Ава и Нэйтан ждут ребёнка и чувствуют, что в их отношениях не хватает искры. Неожиданно пара решает запустить подкаст о серийных убийцах — это хобби меняет их жизнь и, возможно, поможет справиться с семейным кризисом.

## В ролях

### Главные роли
- Кейли Куоко — Ава Бартлетт
- Крис Мессина — Нэйтан Бартлетт
- Том Бейтман — Мэтт Пирс
- Присцилла Кинтана — Руби Гейл
- Лиана Либерато — Тори Томпсон
- Наталия Дайер — Хлоя Лейк

### Второстепенные роли
- Себастьян Куинн — Карлос
- Алекс Аломар Акпобоме — Райан
- Ли Цзюнь Ли — Мишель
- Тимм Шарп — Ричард
- Лиззи Бродвей — Далия Стоун

## Производство
В апреле 2022 года стало известно, что Peacock заказал сериал в жанре комедийного триллера от создателей Крейга Розенберга и Джейсона Бэйтмана. В августе объявлено, что Кейли Куоко присоединилась к основному актёрскому составу в роли риэлтора, Авы Бартлетт. В октябре сообщено о том, что Крис Мессина получил роль мужа Авы — Нэйтана, а дополнительный актёрский состав включает Тома Бейтман, Присциллу Кинтану, Лиану Либерато, Наталию Дайер и Ли Джун Ли, анонсированных в последующий месяц.
Сериал выпущен при участии Aggregate Films и Universal Content Productions. Исполнительными продюсерами проекта выступили Джейсон Бейтман, Майкл Костиган и Крейг Розенберг, а сопродюсером — Рокси Родригес.

## Реакция
Сайт-агрегатор обзоров Rotten Tomatoes сообщил, что 78 % обзоров были положительными, средняя оценка составила 7,2/10, основываясь на 18 обзорах критиков. Общее мнение критиков сайта гласит: «Любители криминальных историй были представлены более ярко, однако увлекательные главные герои и легкое чувство юмора делают фильм „Основанный на реальных событиях“ достойным исследования». Сайт Metacritic, который использует взвешенное среднее значение, присвоил фильму оценку 58 из 100 на основе 18 обзоров критиков, что означает «смешанные или средние отзывы»".